# 너태샤 헨스트리지
너태샤 헨스트리지(영어: Natasha Henstridge, 1974년 8월 15일 ~ )는 캐나다의 배우이다. 영화 《스피시즈》 시리즈의 주인공 실 역으로 알려져 있다.

## 출연 작품
- 스틸
- 나인 야드
- 나인 야드2
- 화성의 유령들
- 스피시즈